# Kenji Shimizu
Kenji Shimizu (清水 健二; 1940.), japanski majstor borilačkih vještina. Izravni je učenik Moriheija Ueshibe. Nositelj je 8. Dana u aikidu. Osnivač je škole Tendo-Ryu aikido

## Životopis
Kenji Shimizu je s 13 godina počeo je da se bavi džudom, a poslije deset godina vježbanja dobio je 4. Dan Kodokan džuda. Godine 1962. diplomirao je na Sveučilištu Meiji. Sljedeće godine počeo je vježbati aikido kao posljednji uči-deši osnivača aikida, Moriheija Ueshibe. Godine 1969. poslije Ueshibine smrti, Shimizu je osnovao neovisnu školu borilačkih vještina u Tokiju — Shimizu dođo. Šest godina kasnije dođo mijenja ime u Tendokan.
Godine 1987. Japanska budo federacija dodjeljuje Shimizu 8. dan u aikidu. Europu je prvi put posjetio 1978., držeći seminare u tadašnjoj Zapadnoj Njemačkoj, a godinama kasnije i u SFR Jugoslaviji, Nizozemskoj, Belgiji, Austriji, Francuskoj i drugim zemaljama. Godine 1982. Tendokan dođo je postao središnji dođo za sil Tendo-Ryu aikido. Te iste godine, Šimizu je došao prvi put u SFR Jugoslaviju gdje je održao seminar u Umagu. Do 1989. redovno je držao seminare u Beogradu. Nakon 1989., zbog političke situacije u Jugoslaviji, obustavio je svoje posjete. Ponovo se vratio 1998. godine.
Godine 2002. Japansko ministarstvo vanjskih poslova je dodijelilo Kenji Shimizu nagradu za višestruki doprinos međunarodnim kulturnim aktivnostima. Iste godine je u ime carske porodice pozvan na svečanu proslavu u bašti carske palače, na kojoj mu se car osobno zahvalio na velikom doprinosu.

## Djela
- Zen i aikido (1998.)

## Vanjske povezice
- Tendokan Tokyo / Japan Tendokan Tokyo / Japan
- Tendoryu Aikido Federation Germany Tendoryu Aikido Federation Germany